# 아돌프 (룩셈부르크)
아돌프(독일어: Adolphe, 1817년 7월 24일 ~ 1905년 11월 17일)는 룩셈부르크의 대공(재위: 1890년 11월 23일 ~ 1905년 11월 17일)이다. 나사우바일부르크 대공가의 첫 번째 대공이었던 그는 네덜란드와 룩셈부르크 사이의 개인적인 연합을 끝내면서 네덜란드의 빌럼 3세의 뒤를 이었다. 아돌프는 1839년 8월 20일부터 1866년 9월 20일까지 나사우의 공작(재위: 1839년 8월 20일 ~ 1866년 9월 20일)이었다.
아돌프는 그의 아버지 빌헬름의 사망 이후, 1839년 8월에 나사우 공작이 되었다. 그 공국은 오스트리아-프로이센 전쟁에서 오스트리아의 패배 이후 프로이센에 합병되었다. 1815년부터 1839년까지, 룩셈부르크 대공국은 네덜란드의 지방으로서 네덜란드의 왕들에 의해 통치되었다. 런던 조약 (1839) 이후, 룩셈부르크 대공국은 독립했지만 네덜란드와 개인적인 연합에 남아있었다. 그의 아들들의 죽음 이후, 네덜란드의 왕 빌럼 3세는 그의 뒤를 이을 남자 후계자가 없었다. 네덜란드에서, 여성들이 그 왕좌를 계승하는 것이 허용되었다. 그러나 룩셈부르크는 여성들이 계승하는 것을 금지하는 살리카 법을 따랐다. 그러므로, 빌럼 3세의 죽음에 따라, 룩셈부르크의 왕관은 나사우 대공가 협약에 따라 아돌프에게 전달된 반면, 네덜란드의 왕관은 그의 유일한 딸 빌헬미나에게 전달되었다. 아돌프는 1905년에 사망했고 그의 아들 기욤 4세에 의해 계승되었다.

## 자녀
- 기욤 4세(1852~1912)
- 프리드리히 (1854~1855)
- 마리 (1857~1857)
- 프란츠 (1859~1875)
- 힐다(1864~1952)